# Mała Szarpana Turnia
Mała Szarpana Turnia (słow. Malý Ošarpanec, niem. Breuerturm, węg. Breuer-torony) – turnia o wysokości 2299 m n.p.m., znajdująca się w południowo-wschodniej grani Wysokiej w słowackiej części Tatr Wysokich. Mała Szarpana Turnia stanowi najniższą i najbardziej wysuniętą na południe z trzech Szarpanych Turni znajdujących się w tej grani. Od Pośredniej Szarpanej Turni na północnym zachodzie oddzielona jest siodłem Niżniej Szarpanej Szczerbiny, a od południowego wschodu sąsiaduje z niewielką Rumanową Kopką. Na wierzchołek Małej Szarpanej Turni nie wiodą żadne znakowane szlaki turystyczne, jest ona dostępna jedynie dla taterników.
Polskie i słowackie nazewnictwo Małej Szarpanej Turni, podobnie jak innych Szarpanych Turni, wywodzi się od jej „poszarpanej” sylwetki. Nazwy niemiecka i węgierska upamiętniają Johanna Breuera – członka zespołu, który jako pierwszy zdobył jej wierzchołek.

## Historia
Pierwsze wejścia turystyczne:
- Heinrich Behn, Ernst Dubke, Johann Breuer i Johann Franz senior, 9 maja 1907 r. – letnie,
- Gyula Balla i Lajos Rokfalusy, 24 marca 1912 r. – zimowe[2].